# Astragalus damxungensis
Astragalus damxungensis es una especie de planta del género Astragalus, de la familia de las leguminosas, orden Fabales.